# Décret Magicobus
Lire en ligne

https://www.legifrance.gouv.fr/jorf/id/JORFTEXT000049880680

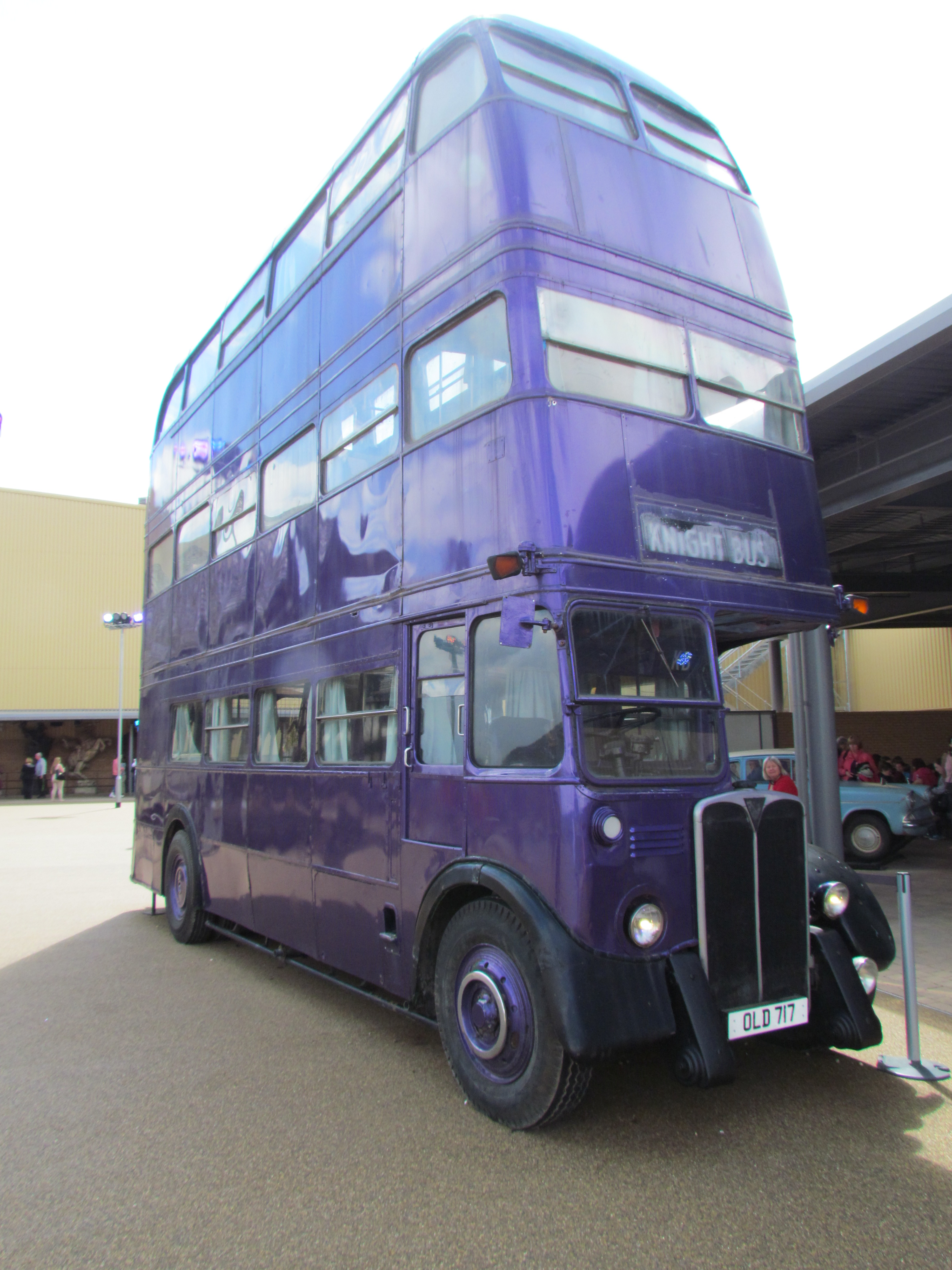
Le Magicobus, dans le Prisonnier d'Azkaban.

En droit français, le décret Magicobus est le décret no 2024-673 du 3 juillet 2024, publié au Journal officiel du 5 juillet 2024. Composé de 18 articles, il porte diverses mesures de simplification de la procédure civile française. L'ensemble des mesures entre en vigueur le 1er septembre 2024. Une circulaire de présentation du décret est publiée dès le 12 juillet 2024.

## Intitulé «Magicobus»
Le décret a été intentionnellement surnommé par la direction des Affaires civiles et du Sceau du ministère de la Justice sous le terme de « décret Magicobus », comme l'autobus magique dans le troisième roman de la série Harry Potter. Cet autobus transporte les sorciers en difficulté.
Le terme « Magicobus » renvoie, selon le ministère, à une façon particulière de réformer la procédure civile : il s'agit d'une « nouvelle méthode » se caractérisant par des modifications issues de remontées des juridictions et des professions judiciaires, et le rythme des réformes deviendrait continu (publication d'un décret tous les semestres). Les décrets « Magicobus » seraient des véhicules juridiques particuliers de réforme, publiés à échéances régulières et portant des modifications supposées souhaitées par les praticiens.
La référence à « l'autobus » en tant que moyen de transport qui satisfait les besoins de ses usagers est manifeste, mais l'expression « Magicobus » est estimée maladroite et se prêtant à d'inutiles jeux de mots.

## Dispositions contenues dans le décret

### Extension de l'audience de règlement amiable
Les articles 1 à 3 du décret prévoient l'extension aux juridictions commerciales de l'audience de règlement amiable (ARA). Cette forme procédurale d'audience, créée par le décret no 2023-686 du 29 juillet 2023, permet à un juge distinct du juge saisi du litige d'amener les parties à trouver une solution négociée du différend qui les oppose.
L'ARA ne s'appliquait jusqu'à présent que dans le cadre de la procédure civile devant le tribunal judiciaire. Désormais il est étendu aux procédures des loyers commerciaux et aux tribunaux de commerce.

### Fins de non-recevoir
Les articles 4 et 5 du décret modifient le régime procédural des fins de non recevoir : l'article 4 du décret modifie l'article 125 du code de procédure civile et l'article 5 modifie l'article 789 du même code.
Le juge de la mise en état (JME) peut désormais renvoyer l'examen d'une fin de non-recevoir devant la juridiction appelée à statuer au fond quand la fin de non-recevoir est complexe ou soulevée tardivement.
Le décret modifie la liste des ordonnances du JME susceptibles de faire l'objet d'un appel immédiat.

### Intermédiation financière des pensions alimentaires (IFPA)
L'article 6 du décret prévoit une exception au principe de la notification du greffe par lettre recommandée lorsque le domicile du défendeur débiteur est inconnu. Il introduit une définition de l'extrait exécutoire qui pourra désormais être constitué informatiquement par le greffe.
Il clarifie le fait que la signification de l'extrait exécutoire n'équivaut pas à la signification du jugement (ce qui ne fait pas courir le délai d'appel).

### Mesure d'isolement et de contention en hôpital psychiatrique
L'article 7 du décret modifie le maintien de la mesure d'isolement ou de contention dans le cadre des soins psychiatriques sans consentement : il réduit le délai dont bénéficie le directeur de l'hôpital pour transmettre au greffe du juge des libertés et de la détention les informations et pièces nécessaires à l'audition du patient par le juge des libertés et de la détention (réduction de 10 h à 6 h).

### Ministère public à l’audience du juge des tutelles
L'article 8 du décret dispense le procureur de la République agissant comme partie principale de comparaître à l'audience du juge des tutelles (sauf si le procureur en fait la demande).

### Saisine pour avis de la Cour de cassation
L'article 9 du décret modifie la procédure de saisine pour avis de la Cour de cassation : il permet aux juridictions tenues de statuer de statuer dans un délai déterminé ou en urgence d'y recourir. Ainsi, la juridiction qui a saisi pour avis la Cour de cassation n'est plus tenue de surseoir à  statuer dans l’attente de la réponse de la Cour.

### Profession réglementées
Les articles 10 à 12 du décret énoncent plusieurs mesures concernant les professions réglementées : la procédure disciplinaire des officiers ministériels (article 10) et la compétence du commissaire de justice (articles 11 et 12).

### Mesures transitoires et mesures concernant l’outre-mer
Les articles 13 à 18 énoncent diverses dispositions relatives à l'entrée en vigueur et à l'application outre-mer.

## Décret Magicobus 2
Le décret no 2025-619 du 8 juillet 2025 portant diverses mesures de simplification de la procédure civile, intitulé « Décret Magicobus 2 » par les praticiens, reprend cette philosophie procédurale.
Composé d'une douzaine d'articles, il étend la dématérialisation des procédures civiles et fixe certaines règles de compétence et de procédure, notamment en matière d’instruction in futurum, de recours en révision et de changement de nom.